# Överhån
Överhån är en sjö i Malung-Sälens kommun i Dalarna och ingår i Dalälvens huvudavrinningsområde. Sjön har en area på 0,252 kvadratkilometer och ligger 362,2 meter över havet. Sjön avvattnas av vattendraget Sångan. Vid provfiske har abborre och gädda fångats i sjön.

## Delavrinningsområde
Överhån ingår i det delavrinningsområde (673006-137597) som SMHI kallar för Mynnar i Sångan. Medelhöjden är 399 meter över havet och ytan är 3,8 kvadratkilometer. Räknas de 3 avrinningsområdena uppströms in blir den ackumulerade arean 35,02 kvadratkilometer. Sångan som avvattnar avrinningsområdet har biflödesordning 5, vilket innebär att vattnet flödar genom totalt 5 vattendrag innan det når havet efter 403 kilometer. Avrinningsområdet består mestadels av skog (62 procent) och sankmarker (28 procent). Avrinningsområdet har 0,25 kvadratkilometer vattenytor vilket ger det en sjöprocent på 6,6 procent.